# Fontoura
Fontoura is een plaats (freguesia) in de Portugese gemeente Valença en telt 737 inwoners (2001).